# Podrzęsna
Podrzęsna (ukr.  Підрясне) – wieś na Ukrainie, w rejonie lwowskim (wcześniej w rejonie jaworowskim) obwodu lwowskiego.

## Historia
Dawniej część wsi Karaczynów.